# باري واتسون
باري واتسون (بالإنجليزية: Barry Watson)‏ (و. 1974 – م) هو ممثل أفلام، وممثل، وممثل تلفزيوني، من الولايات المتحدة الأمريكية، ولد في ترافيرس سيتي.

## وصلات خارجية
- باري واتسون على موقع IMDb (الإنجليزية)
- باري واتسون على موقع ميتاكريتيك (الإنجليزية)
- باري واتسون على موقع روتن توميتوز (الإنجليزية)
- باري واتسون على موقع ألو سيني (الفرنسية)
- باري واتسون على موقع أول موفي (الإنجليزية)
- باري واتسون على موقع قاعدة بيانات الأفلام السويدية (السويدية)
- باري واتسون على موقع إن إن دي بي (الإنجليزية)
- باري واتسون على موقع قاعدة بيانات الفيلم (الإنجليزية)
- باري واتسون على موقع كينوبويسك (الروسية)